# Leonardo Gómez Torrego
Leonardo Gómez Torrego (Mozoncillo, Segovia, 6 de noviembre de 1942) es un filólogo románico, profesor universitario, investigador del CSIC y gramático español del último tercio del siglo XX y comienzos del XXI.

## Biografía
Leonardo Gómez Torrego nació el 6 de noviembre de 1942 en Mozoncillo (Segovia). Procede de orígenes muy humildes pero tuvo, desde temprana edad, gran afición por la lengua española y las Letras así como grandes inquietudes humanísticas y lingüísticas, a lo cual contribuyeron algunos buenos profesores como su maestro don Justo. Estudió a base de becas, cursó el preuniversitario (antecedente del COU) en los claretianos de Segovia donde ya comenzó a dar clase a sus propios compañeros -con el beneplácito y consentimiento de los profesores- para posteriormente examinarse en la capital de España. Doctor en Filología Románica por la Universidad de Madrid, es profesor agregado y catedrático de instituto de enseñanza secundaria, así como científico titular del Instituto de Lengua, Literatura y Antropología del CSIC, especializándose en Lingüística descriptiva. Gramático funcionalista, fue profesor en la Universidad Autónoma de Madrid y en la Complutense, así como en la Universidad de Puerto Rico e impartió numerosos cursos y másteres (UIMP de Santander, Colegio de Doctores y Licenciados de Madrid, Universidad de Salamanca...).
Escribió una Gramática didáctica del español, fue coautor con Enrique Páez y Andrés Amorós de 6 libros de texto de Lengua y Literatura (colección Mester y Contexto) para la editorial SM y colaboró con la Real Academia Española en la elaboración de la Nueva gramática de la lengua española y en el Diccionario panhispánico de dudas. Es miembro del Consejo Asesor de la Fundéu y socio de honor de la Unión de Correctores (UniCo). Está considerado uno de los mejores gramáticos de la lengua española junto a personalidades de la talla de Emilio Alarcos Llorach, Salvador Gutiérrez Ordóñez o Francisco Marcos Marín.
Colaboró durante 10 años con el Instituto Cervantes en el programa de Radio Exterior de España “Un idioma sin fronteras” y, como lingüista experto, en los programas de TVE (la 2) “Al habla” y “Palabra por palabra”. Asimismo fue asesor lingüístico de un programa en Telemadrid con el título “El cazador de palabras”.
Es director de la colección Cuadernos de Lengua Española de la editorial Arco/Libros y codirector de la revista Español Actual. Fue también miembro del Consejo Asesor de la Revista de Filología Española.
Está en posesión de la Encomienda de Alfonso X El Sabio, otorgada por el Ministerio de Educación y Ciencia español por sus méritos en pro de la lengua española.
Desde diciembre de 2015 Gómez Torrego es académico correspondiente de la Real Academia Española, elegido junto a otros veintitrés, en su caso por la Comunidad Autónoma de Madrid.
Su hija es la pianista, fortepianista y clavecinista profesional Míriam Gómez-Morán.

## Obras
- 1985: Teoría y práctica de la sintaxis. Madrid, Alhambra Universidad.
- 1992: Valores gramaticales de "se". Madrid: Arco/Libros.
- 1993: Manual de español correcto. Madrid: Arco/Libros, 4.ª edición
- 2000: Ortografía de uso del español actual. Madrid, Ediciones SM.
- 2000. "La prensa como material didáctico en la enseñanza del español como segunda lengua", en Creación de materiales y nuevas tecnología. La identidad del español y su didáctica, III. Mauro Baroni. Editorial Viareggio-Lucca. Italia.
- 2001: "Cambios normativos en el español actual", en El buen uso de la lengua española. Área de Cultura. Caja de Burgos.
- 2001. "El lenguaje actual de los jóvenes", Carabela, 50, octubre de 2001. SGEL. Madrid.
- 2002: Análisis sintáctico. Teoría y práctica (Prólogo de Ignacio Bosque). Madrid, Ediciones SM.
- 2002: "La gramática del lenguaje del fútbol", en Homenaje a Jesús Bustos, Madrid, UCM.
- 2002/2003: Nuevo Manual de Español Correcto. 2 t. Madrid, Arco/Libros.
- 2003: "La ortografía del español y su didáctica", Español Actual, 75/2001, pp. 55-66.
- 2003: "La acentuación de solo/sólo", Español Actual, 76/2001, pp. 107-109.
- 2005: "La norma como herramienta para la reflexión gramatical", Revista de Filología Española (RFE), 85/1, pp. 61-79.
- 2005: Diccionario Panhispánico de Dudas (colaborador especial). Madrid, RAE -Asociación de Academias de la Lengua Española - Santillana.
- 2006: "Cuestiones normativas sobre la transitividad", en Palabra, norma y discurso en memoria de Fernando Lázaro Carreter, Salamanca, Universidad, pp. 605-616
- 2006: "Gramática y semántica de los intensificadores de adjetivos y adverbios" en Filología y Lingüística. Estudios ofrecidos a Antonio Quilis. Vol. I. Madrid, CSIC y UNED, pp. 459-480.
- 2006: Hablar y escribir correctamente : gramática normativa del español actual, Madrid, Arco/Libros. 2 vol.
- 2007: Análisis sintáctico: teoría y práctica, Madrid, Ediciones SM.
- 2007: Ánálisis morfológico : teoría y práctica, Madrid, Ediciones SM.
- 2007: Ortografía de uso del español actual, Madrid, Ediciones SM.
- 2007: Gramática didáctica del español, Madrid, Ediciones SM.